# افعی سبز پهلونواری
نام‌های رایج: افعی چاله‌دار نخلی پهلونواری افعی نخلی پهلونواری، بیشتر .
افعی سبز پهلونواری یا افعی نخلی پهلونواری (نام علمی: Bothriechis lateralis)، یک گونه افعی رخ‌چاله‌ای سمی است که در کوه‌های کاستاریکا و غرب پاناما یافت می‌شود. تاکنون هیچ زیرگونه‌ای شناسایی نشده‌است.
مانند بسیاری از مارهای سبز، بالغان اسیر تمایل به آبی شدن در طول زمان دارند، اگرچه نمونه‌های آبی گاهی در طبیعت نیز یافت می‌شوند.

## نام‌های رایج
افعی رخ‌چاله‌ای نخلی پهلونواری، افعی نخلی پهلونواری، افعی نخلی سبز، افعی نخلی خط‌زرد و افعی طوطی

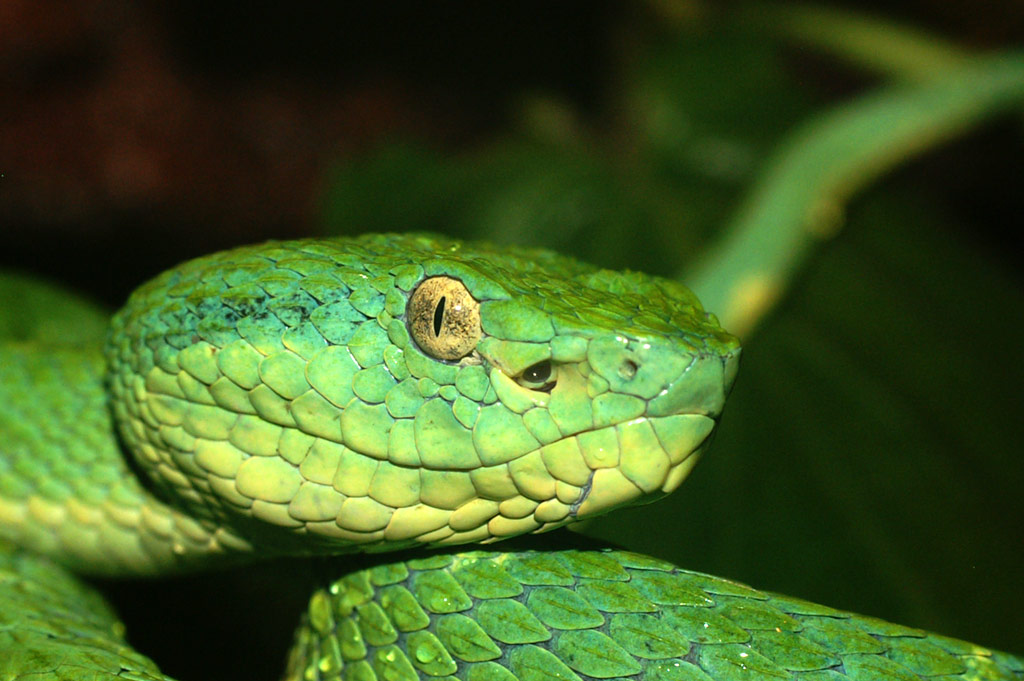
B. lateralis